# Wirtschaftsweg

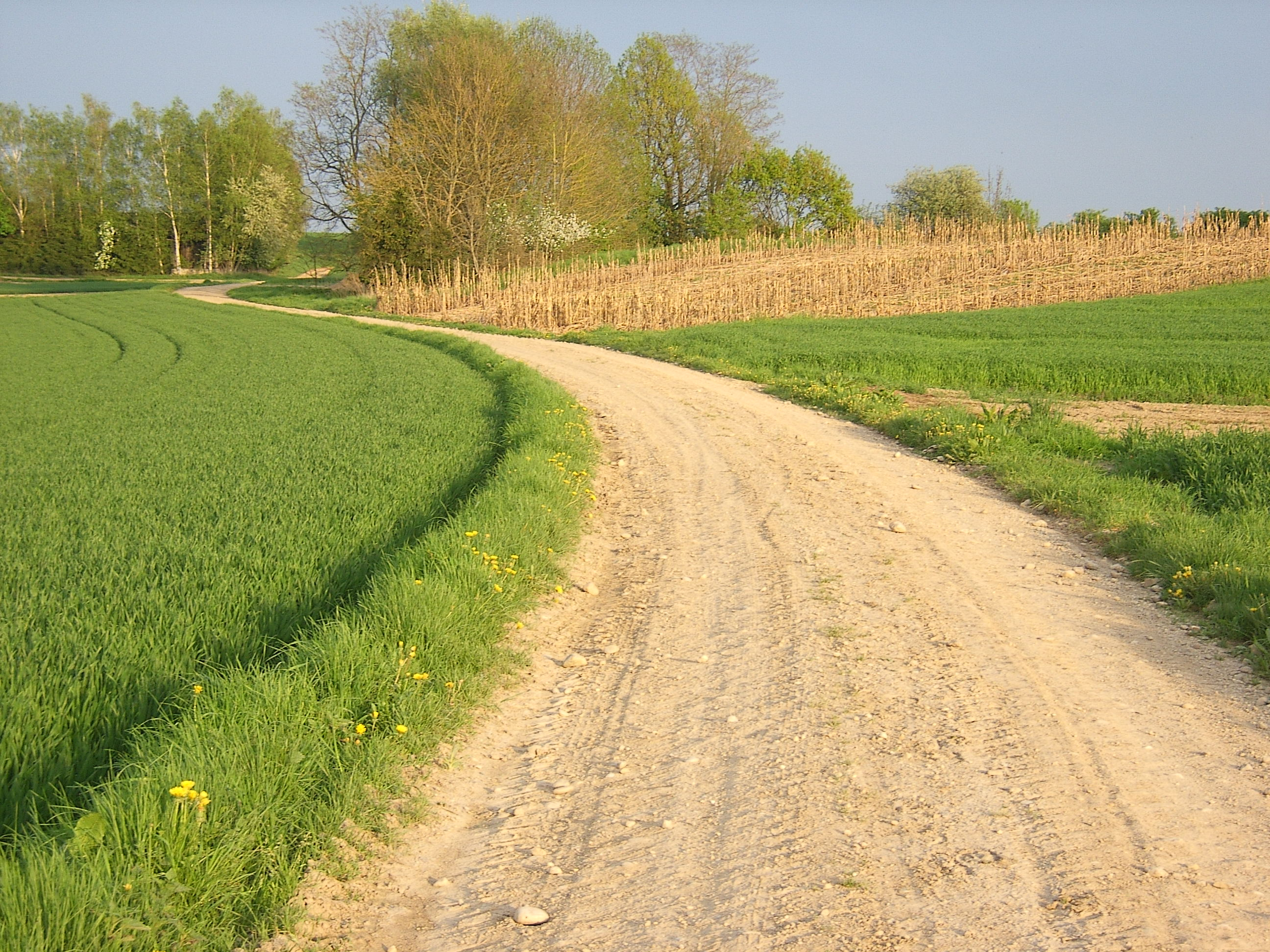
Feldweg zur landwirtschaftlichen Nutzung

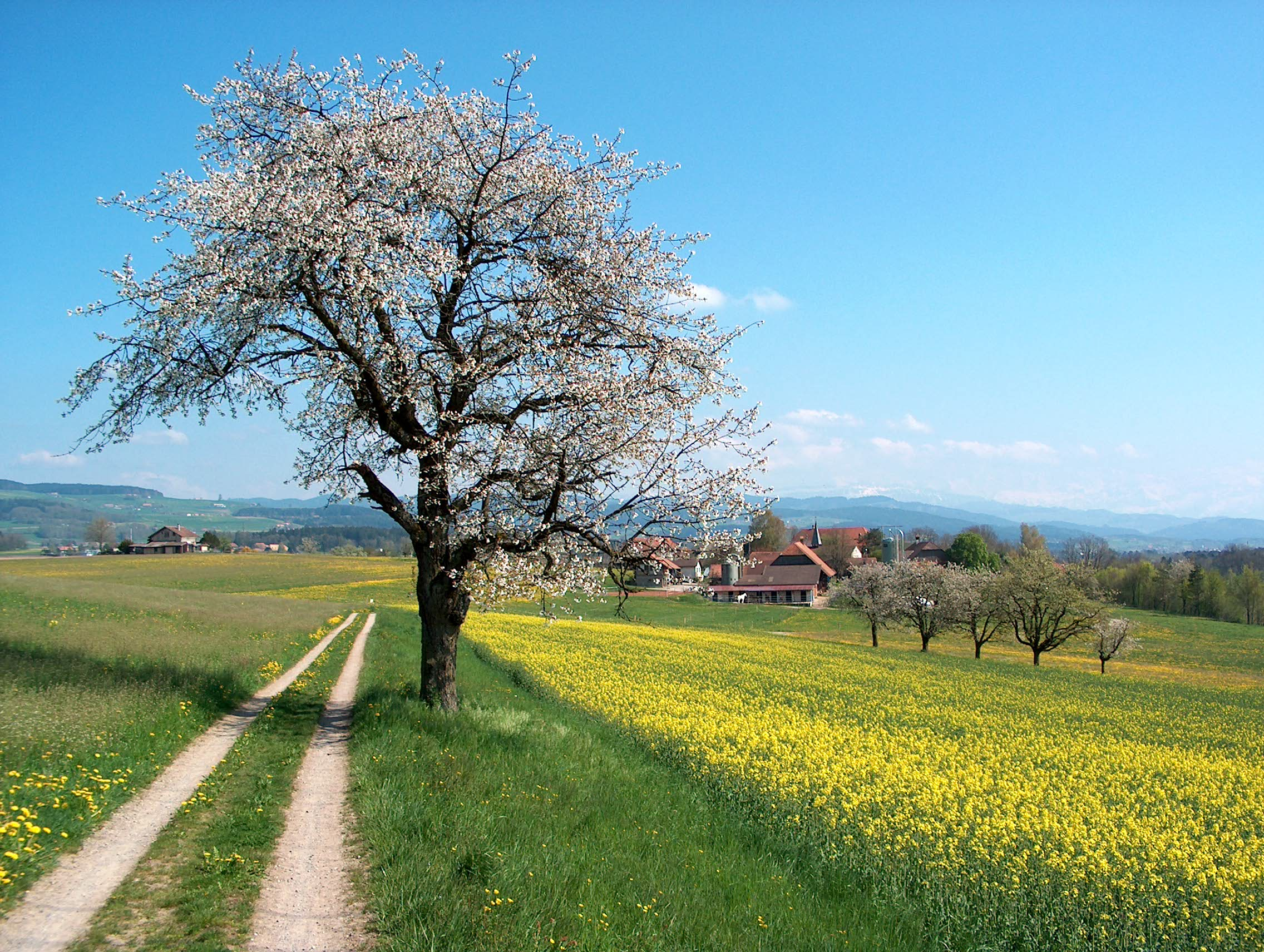
Feldweg mit Mittelbewuchs

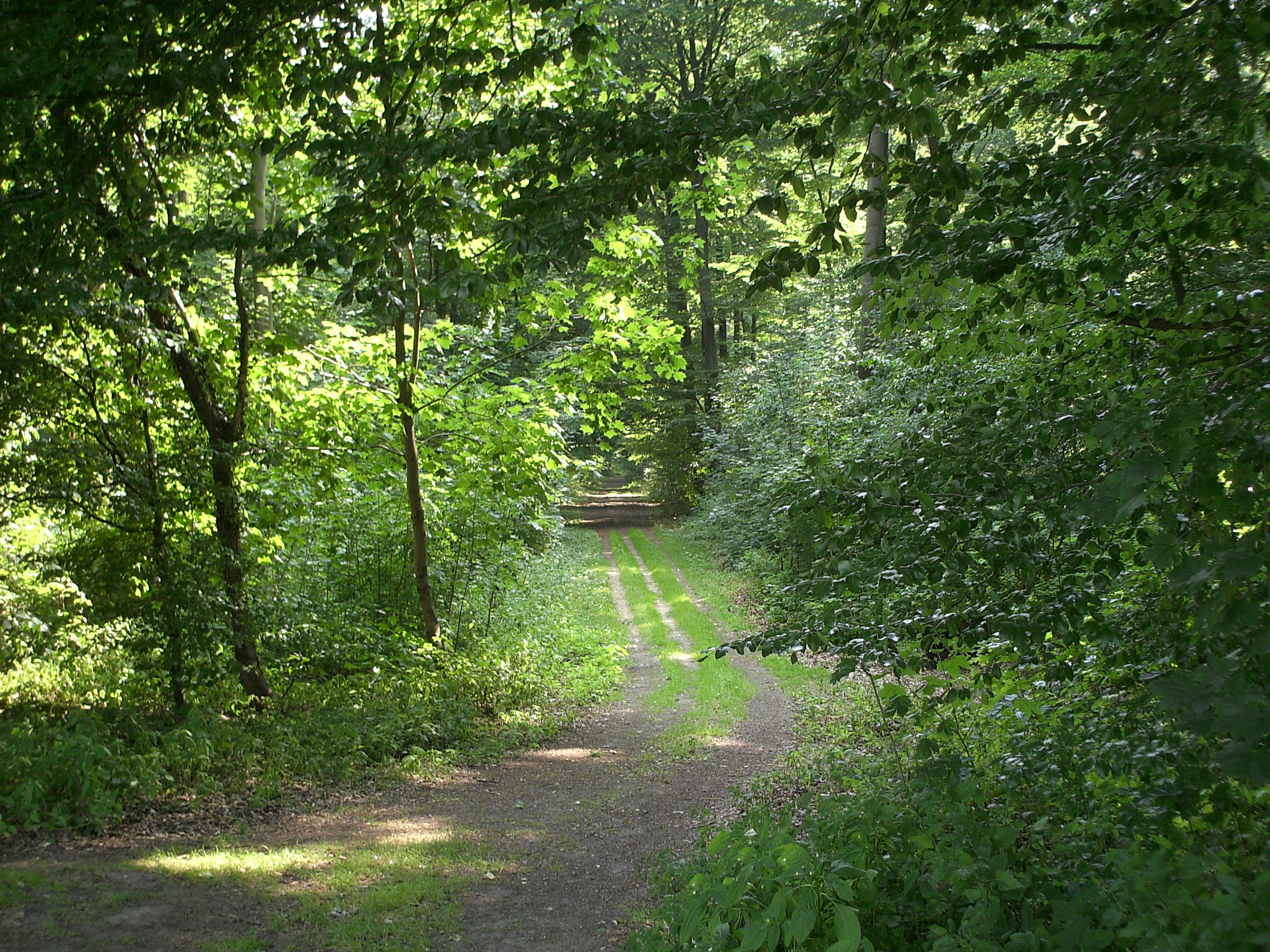
Waldweg in Niedersachsen

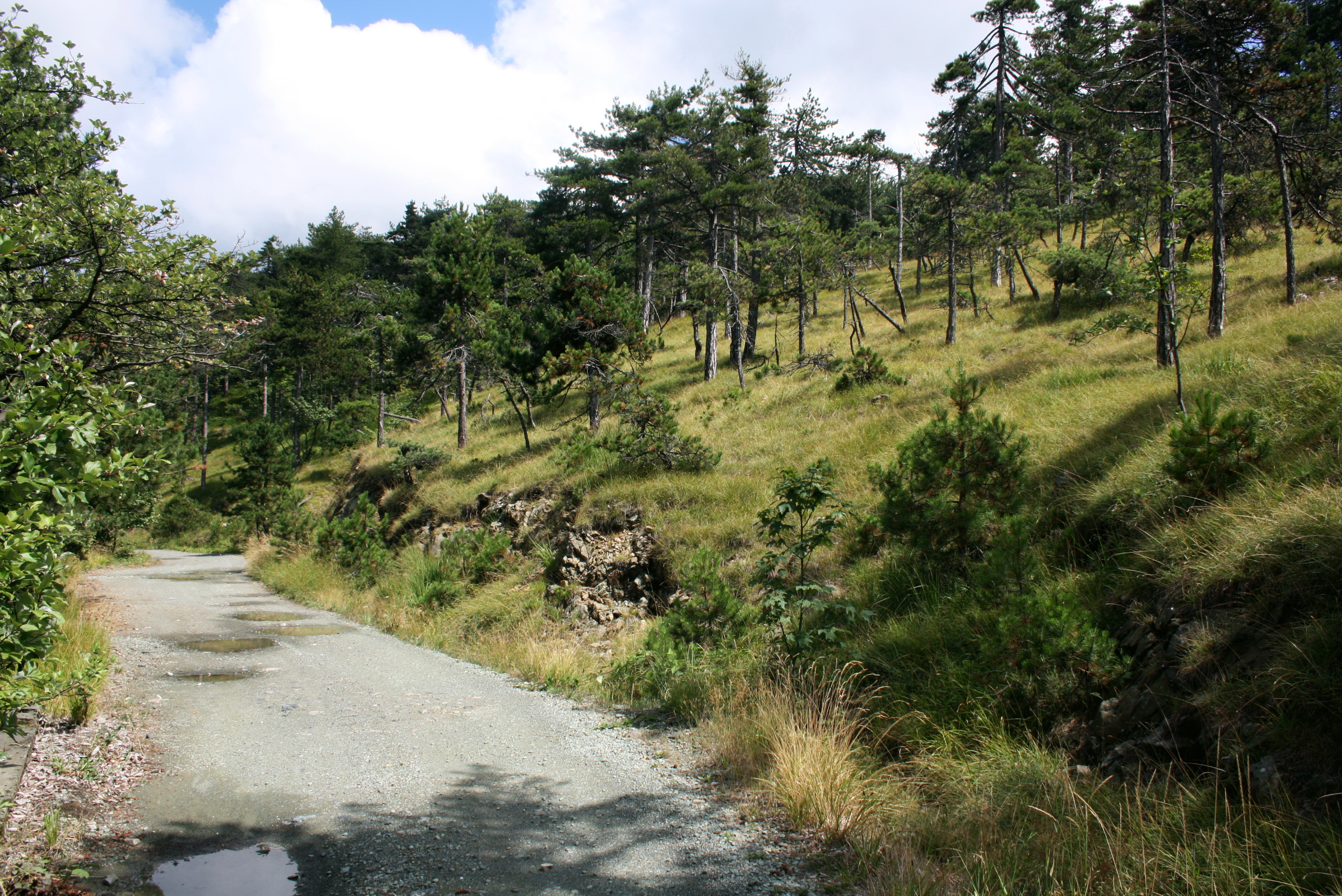
Weg zur Waldbewirtschaftung in den ligurischen Alpen

Als Wirtschaftswege werden in Deutschland Wege wie Feldwege, Waldwege oder Wasserwirtschaftswege bezeichnet. Nach einem Urteil des Bundesgerichtshofes vom 18. November 1975 spricht man von Feld-, Wald-, Wiesen-, Weinbergs- und sonstigen Wirtschaftswegen unabhängig von der Wegbefestigung, wenn sie
- überwiegend land- oder forstwirtschaftlichen Zwecken dienen und
- keine überörtliche Bedeutung haben

## Einteilung
Die folgende Einteilung der Wirtschaftswege ergibt sich aus den „Richtlinien für den ländlichen Wegebau“ (kurz RLW). Von den RLW gibt es die Ausgaben 1999, 2005 und 2016, wobei die jüngere Ausgabe immer die vorhergehenden ersetzt.

### Verbindungswege
RLW 2016: „Verbindungswege verbinden einzelne land- und forstwirtschaftliche Betriebsstätten, Gehöfte und Weiler untereinander sowie mit benachbarten Orten oder schließen diese an das gemeindliche und überörtliche Verkehrsnetz an. Sie verbinden örtliche Wegesysteme und ermöglichen einen übergemeindlichen Verkehr. Sie nehmen sowohl allgemeinen ländlichen Verkehr als auch land- und forstwirtschaftlichen Verkehr auf. Verbindungswege sind ganzjährig auch mit hohen Achslasten befahrbar.“
Die älteren Ausgaben RLW 1999 und 2005 unterschieden noch nach der Befahrbarkeit:
- Verbindungswege mit größerer Verkehrsbedeutung (ganzjährig mit hohen Achslasten befahrbar)
- Verbindungswege mit geringerer Verkehrsbedeutung (nicht ganzjährig mit hohen Achslasten befahrbar)

### Feldwege

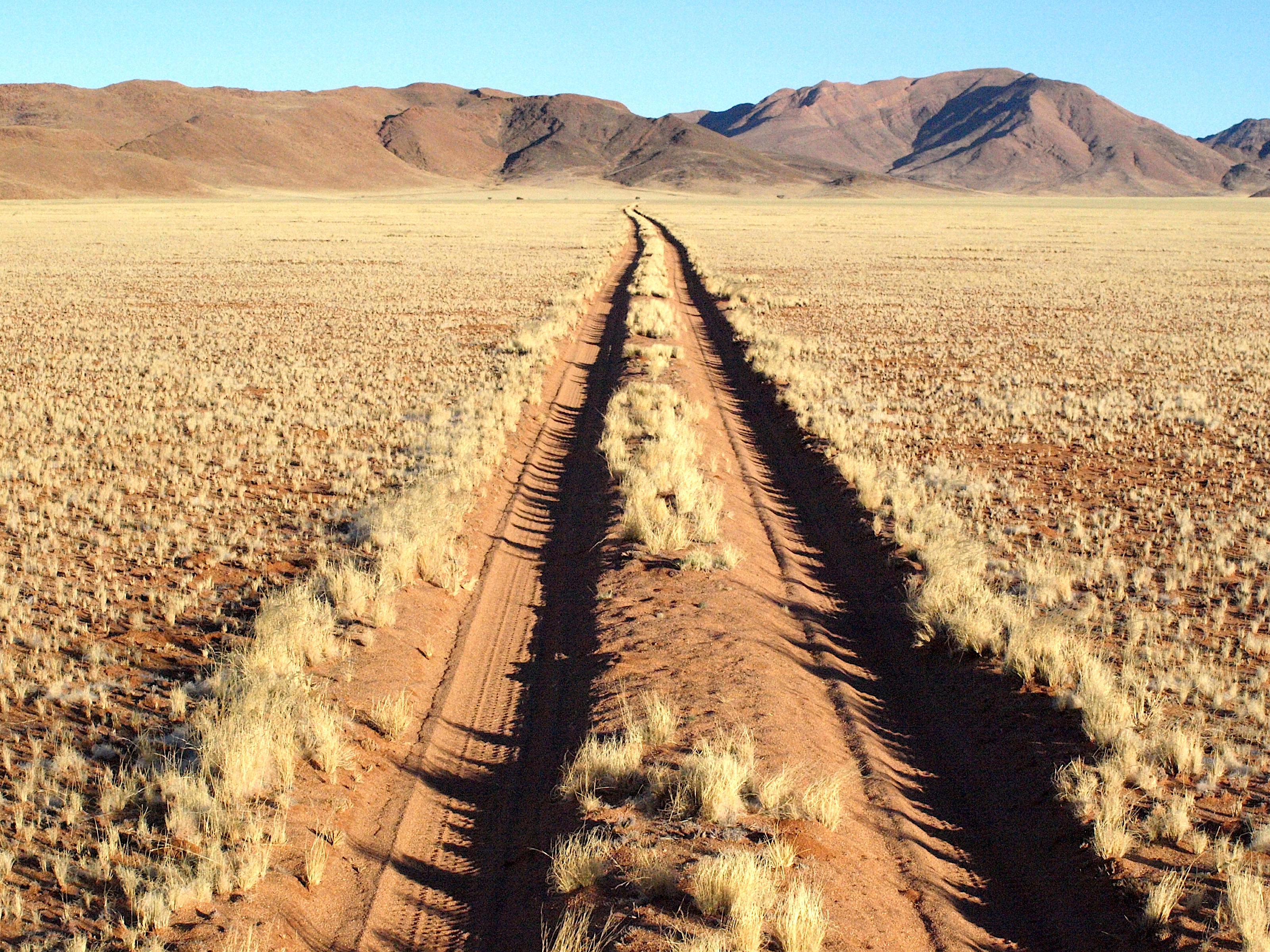
Feldweg auf Farm Kanaan in Namibia

RLW 1999: „Feldwege dienen der Erschließung und teilweise der Bewirtschaftung landwirtschaftlicher Nutzflächen. Sie machen die Grundstücke zugänglich und schaffen die Voraussetzung für den wirtschaftlichen Einsatz der Landtechnik. Sie dienen auch anderen Zwecken, wie z. B. der Holzabfuhr und der Erholung.“
Die RLW 2016 unterteilt die Feldwege demgegenüber „nach Verkehrsbeanspruchung, Funktion im Wegenetz und Erschließungsleistung“ in
- Hauptwirtschaftswege (RLW 2016: zur weitmaschigen Erschließung der Feldflur, häufig multifunktional genutzt)
- Wirtschaftswege (RLW 1999: befestigt oder natürlich fest, bei geeigneter Witterung ganzjährig befahrbar)
- Grünwege (RLW 1999: unbefestigt, bei geeigneter Witterung befahrbar)

### Waldwege
RLW 2016: „Waldwege dienen der Walderschließung. Sie ermöglichen bzw. erleichtern u. a. den Transport von Holz und sonstigen Forstprodukten, von Personen und Betriebsmitteln, die Erholung der Bevölkerung und Lenkung des Erholungsverkehrs.“ Hinsichtlich der Benutzungsregeln durch Fahrzeuge sind sie als Forststraßen definiert.
RLW 2016 unterteilt die Waldwege in
- Holzabfuhrwege (überwiegend ganzjährig mit LKW, PKW und Arbeitsmaschinen befahrbar, sie dienen auch der Polterung und sorgen für die Anbindung an öffentliche Straßen)
- Betriebswege (nur mit PKW und Arbeitsmaschinen befahrbar, dienen der weiteren Erschließung der Fläche)

RLW 1999 und 2005 unterschieden noch in
- Fahrwege (befestigte oder natürlich fest, in der Regel ganzjährig befahrbar, nach Funktion im Wegenetz und Beanspruchung unterteilt in Hauptwege und Zubringerwege)
- Rückewege (unbefestigt, von geländegängigen Erntemaschinen befahrbar, zum Rücken von Holz aus dem Bestand zum Fahrweg)

### Sonstige ländliche Wege
RLW 1999: „Die Feld- und Waldwege stehen in der Regel auch dem Fußgänger und Radfahrverkehr, beschränkt auch dem Reitbetrieb offen. Darüber hinaus kann es erforderlich sein, ergänzend besondere Wege anzulegen. Diese sonstigen ländlichen Wege werden dann in der Regel selbständig geführt, vom allgemeinen sowie vom land- und forstwirtschaftlichen Verkehr getrennt und als solche gekennzeichnet.“
RLW 1999, 2005 und 2016 unterscheiden
- Fußwege (RLW 2016: Gehwege) und Wanderwege
- Radwege
- Reitwege
- Viehtriebe (Viehtriften)

### Forstwirtschaftliche Wege
Die forstwirtschaftlichen Wege (auch Forststraßen) lassen sich ihrerseits wiederum in folgende Wegearten einteilen:
- Hauptwege
- Zubringerwege
- Rückewege

## Bautechnik
Je nach Stärke der erwarteten Nutzung können die Wege ein- oder zweistreifig ausgeführt werden. Sind nur selten Begegnungen oder Überholungen zu erwarten, genügt die Anlage von Ausweichstellen. Die Wege besitzen eine Breite zwischen 5,0 m (zweistreifig) und 3,0 m (einstreifig). Die Querneigung der Fahrbahn sollte zwischen 3,0 % (asphaltiert) und 7,0 % (ohne Asphalt, also z. B. mit wassergebundener Decke) liegen, um eine ausreichende Entwässerung sicherzustellen.
Um die Flächenversiegelung und die Kosten gering zu halten, werden oftmals nur Spurbahnen (Spurwege) angelegt. In diesem Fall ist nur die Rollspur befestigt, der Zwischenraum mit Mittelbewuchs bleibt unbefestigt. In Abhängigkeit vom Baustoff werden diese Wege auch Asphaltspur oder Betonspur genannt. Für Landwirte und Radtouristen gelten Spurbahnen als landschaftsgerecht befestigte Wirtschaftswege. Spurbahnen sind in der Regel 80 cm breit (Mittelstreifen 90 cm). Eine Auffüllung des Mittel- und des Seitenstreifens mit hohlraumreichem Schottergemisch sorgt zugleich für einen ausgeglicheneren Wasserhaushalt im Wegebereich.
Eine noch umweltschonendere Variante der Betonspur stellt der Kolonnenweg, effektiv ein Rasengitterstein, der DDR-Grenzanlagen dar. Diese weisen zusätzlich zum grünen Mittelstreifen noch bewachsene Aussparungen innerhalb der Fahrspuren auf.

## Rechtliches

### Vorfahrtsregelung
An einem Wirtschaftsweg ist der allgemeine Grundsatz Rechts vor Links (vgl. Vorfahrtsregel) aufgehoben, wenn der Feld- oder Waldweg auf eine (andere) Straße mündet. Der aus dem Feldweg kommende Fahrer hat immer die Vorfahrt zu achten, ohne dass es einer Vorfahrtsbeschilderung bedarf (§ 8 Abs. 1 Ziff. 2 StVO; Artikel 18 Absatz 2 des Wiener Übereinkommens über den Straßenverkehr).
Von rechts aus einem zumal möglicherweise schwer einsehbaren Nebenweg kommende vermeintlich Vorfahrtsberechtigte haben sich wie ein Wartepflichtiger in die Hauptstraße hineinzutasten. Tun sie das nicht, tragen sie zumindest Mitschuld an einschlägigen Unfällen (OLG Rostock vom 23. Februar 2007 8 U 40/06, Mitschuld dort 40 %).

### Bahnübergänge

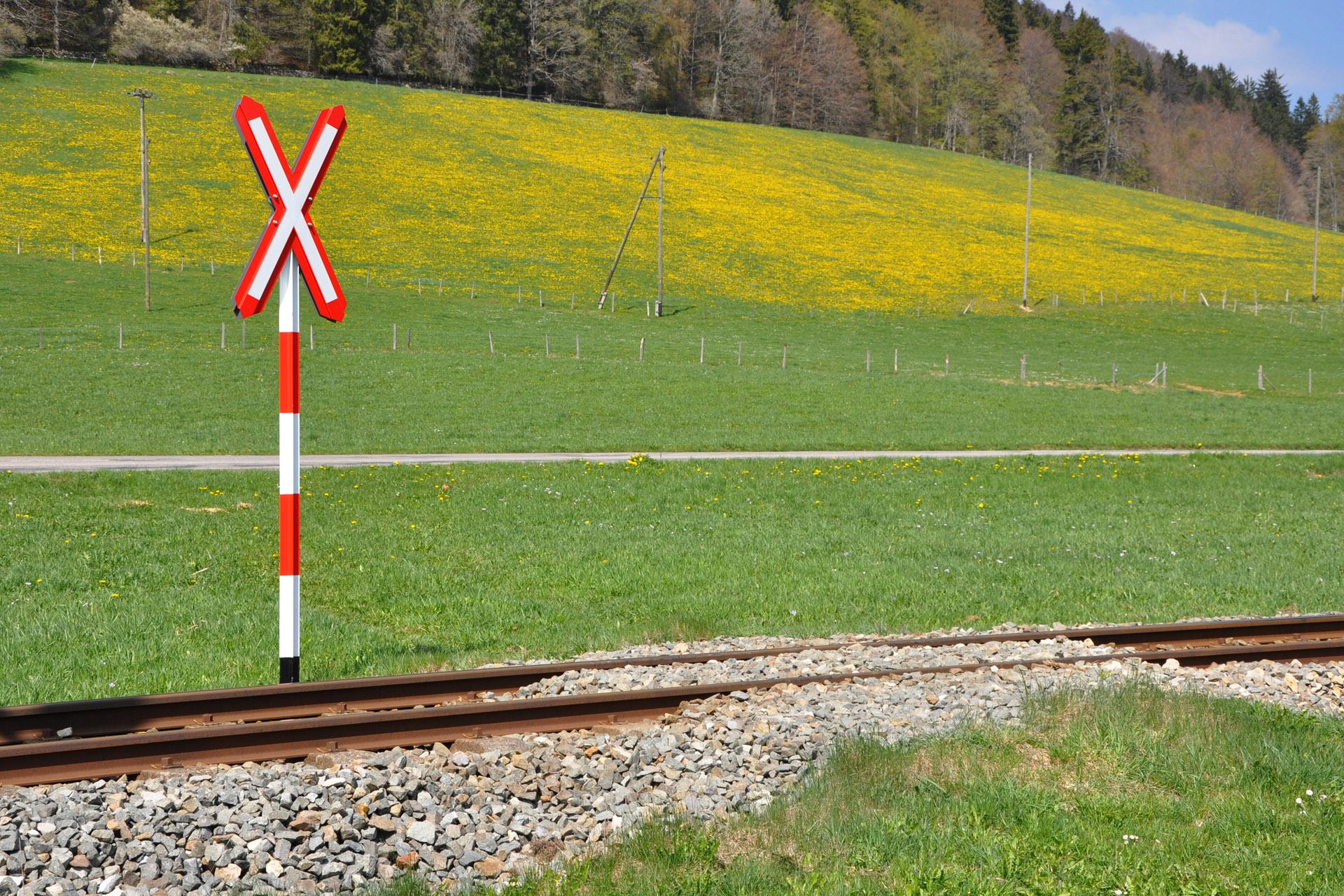
Mit einem Andreaskreuz gesicherter Feldweg über die Meterspur-Bahnstrecke Ponts–Sagne–Chaux-de-Fonds bei La Sagne im Neuenburger Jura

An Bahnübergängen von Wirtschaftswegen ist es nach § 11 EBO nicht notwendig, ein Andreaskreuz (Zeichen 201 StVO) zur Warnung des Straßenverkehrs aufzustellen. Der Schienenverkehr hat immer Vorfahrt.

### Nutzungsbeschränkung

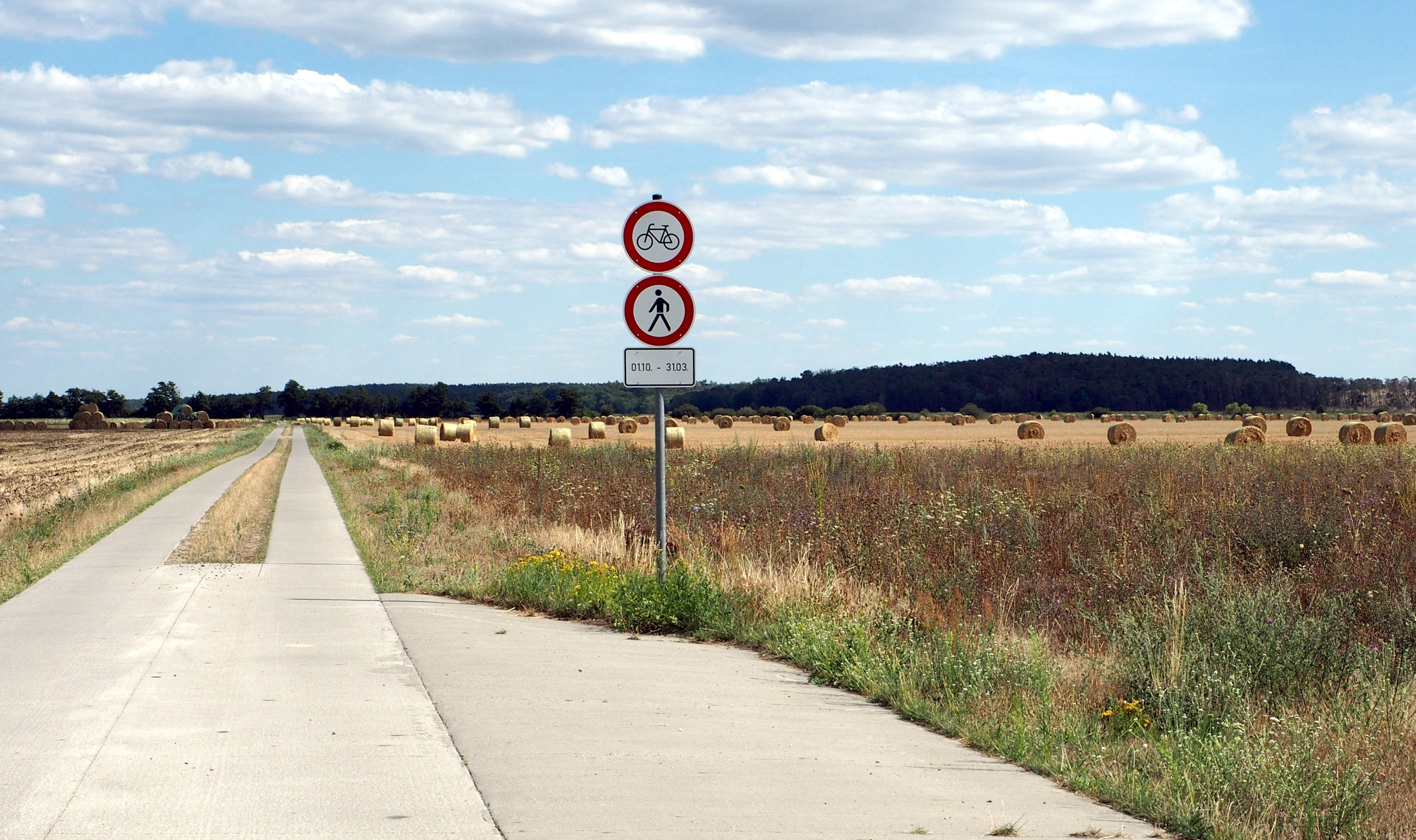
Dieser Spurweg in Sachsen-Anhalt darf von Oktober bis März nur von Kraftfahrzeugen benutzt werden.

In Baden-Württemberg sind Feldwege dem Gemeingebrauch gewidmet, jedoch nur als beschränkt-öffentlicher Weg für die Bewirtschaftung der angrenzenden land- und forstwirtschaftlichen Grundstücke.
Es kann als Ordnungswidrigkeit angezeigt werden, wenn ein Feldweg ohne Sondernutzungserlaubnis befahren wird. Eine gesonderte Sperrung durch Verkehrszeichen ist nicht erforderlich, da die Feldwege bereits auf Grund ihrer Widmung als beschränkt-öffentlicher Weg gesperrt sind.
In Nordrhein-Westfalen werden Wirtschaftswege nicht als öffentliche Straßen oder Wege gewidmet, sondern bleiben Privatwege, auch wenn sie zwischenzeitlich ins Eigentum der Stadt oder Gemeinde gelangt sind. Es wird angenommen, dass Wirtschaftswege ursprünglich (einige bei den Aufteilungen der Gemeinschaftsflächen zu Anfang des 19. Jahrhunderts) aus dem Eigentum der anliegenden Grundstücke entstanden und weiterhin für deren Nutzung bestimmt sind.

### Verkehrssicherungspflicht
Nach einem Urteil des OLG Koblenz vom 7. April 2003 (Az.: 12 U 1829/01) sind die Anforderungen an die Verkehrssicherungspflicht für einen Feldweg deutlich geringer als für sonstige Straßen. Bei Feldwegen muss der Eigentümer keine besonderen Vorkehrungen gegen die typischen Gefahren in solchem Gelände treffen. Wegebenutzer (auch vor allem „Sekundärnutzer“ wie Radfahrer, Wanderer und Reiter) müssen mit Unebenheiten, Schlaglöchern, Steinen und Baumwurzeln auf den Wegen rechnen. Warnschilder und Gefahrenzeichen müssen in der Regel nicht aufgestellt werden. In Schadensfällen aufgrund typischer Gefahren haftet der Wegeeigentümer bzw. Baulastträger nicht.

### Eingriffsregelung

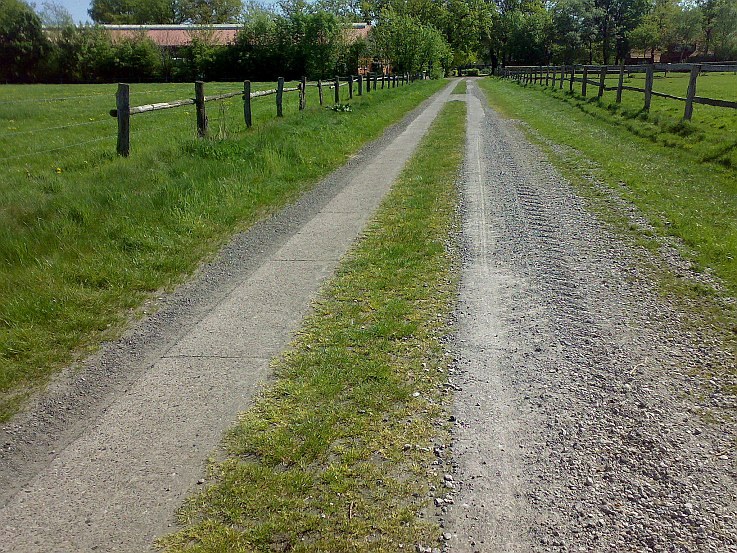
Betonspurweg mit grünem Mittelstreifen

Wirtschaftswegebau kann – ungeachtet der ökologischen Funktion von Wegrändern – zu ökologischen Nachteilen führen, vor allem zu Barrierenwirkungen zu Lasten von Kleintieren. Er erfüllt daher in der Regel den Tatbestand eines Eingriffs in Natur und Landschaft. Stellenweise haben Bundesländer den Wirtschaftswegebau naturschutzrechtlich genehmigungsfrei gestellt, z. B. Hessen beim Ausbau von Wirtschaftswegen auf gleicher Trasse und wassergebundenem Aufbau (vgl. § 13 Abs. 3 Nr. 10 Hessisches Naturschutzgesetz v. 12/2006). Dem Prinzip der Eingriffsminimierung, das je nach Art der Genehmigungsfreiheit nicht aufgehoben ist, genügen z. B. Spurwege mit einem baulich stabilen mittigen Vegetationsstreifen zur ökologischen Barrierenminderung.